# Salomon de Caus
Salomon de Caus (Caux, 1576 – Parigi, 6 giugno 1626) è stato un architetto e ingegnere francese.
Era una persona estremamente eclettica: le sue competenze spaziarono dall'architettura alla meccanica, all'idraulica, alla prospettiva e alla musica.

## Biografia
Nel 1612 Salomon de Caus emigrò in quanto protestante, trovò rifugio in Inghilterra dove fu assunto come ingegnere da Giacomo I d'Inghilterra. Concepì i giardini di Greenwich e di Somerset House, e nello stesso anno pubblicò La Perspective avec la raison des ombres et miroirs.
Dal 1614 al 1620, de Caus lavorò alla corte di Federico V Elettore Palatino. Nella sua opera Le ragioni delle forze in movimento, con diverse macchine sia utili che piacevoli (Francoforte, 1605, e Parigi, 1624), sviluppò una teoria relativa all'espansione e alla condensazione del vapore, che lo fa considerare come il pioniere dell'utilizzo pratico della forza motrice del vapore stesso.
L'opera ebbe due redazioni durante la vita di de Caus. Nella ristampa del 1624, viene integrata da un secondo libro intitolato Livre second où sont desseignées plusieurs grottes et fontaines. Molte delle illustrazioni a corredo del secondo libro rappresentano grotte, fontane e statue realizzate per Federico a Heidelberg.
Nel 1615 pubblicò ad Amburgo un trattato teorico in due tomi intitolato Istituzioni armoniche. Questo trattato presenta una classificazione molto chiara delle teorie musicali del Rinascimento, in cui viene esposto il calcolo di diversi intervalli, la natura e le caratteristiche di diversi modi musicali, e qualche precetto di contrappunto.
In Germania, ad Heidelberg, nel 1619 realizzò i giardini del Palatinato; l'anno successivo ne descrisse la concezione teorica e il progetto nell'opera Hortus Palatinus.
Ritornato in Francia nel 1621, ottenne i titoli di architetto e ingegnere del Re Luigi XIII.
Morì nel 1626 e venne sepolto a Parigi nel vecchio Cimitero della Trinité.

## Opere

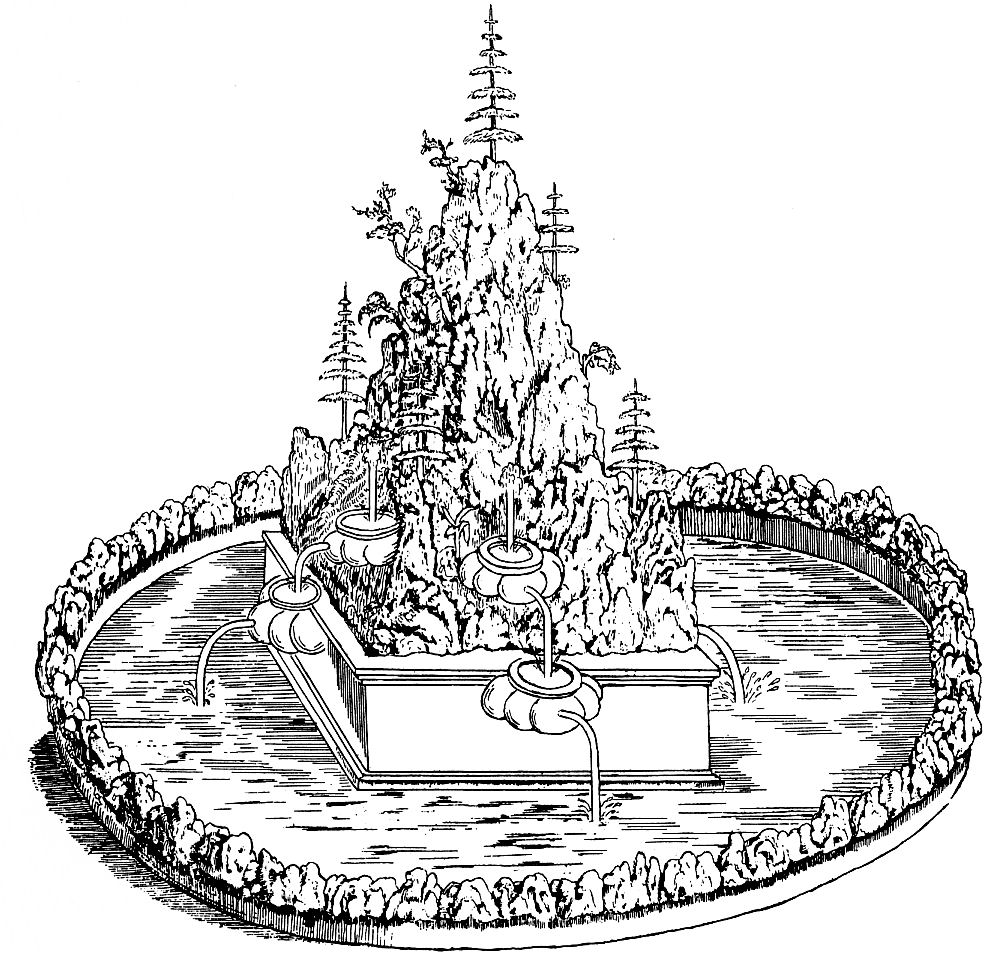
progetto di fontana dell'Hortus Palatinus

- Les raisons des forces mouvantes, Jean Norton ed., Francoforte, 1615, e Parigi, 1624
- Pratique et démonstration des horloges solaires, Hyerosme Drouart ed., Parigi, 1624
- La Perspective avec la raison des ombres et miroirs, I. Norton ed., Londra, 1611
- (DE) Hortus Palatinus, edizione antica consultabile on-line dell'Università di Heidelberg, Francoforte, ed. Theod de Bry?, 1620
- (FR)  cfr. anche François Arago, Oeuvres complètes de François Arago, ed. Gide, Parigi; Leipzig, T. O. Weigel, 1854-1862
- (FR)  Institution harmonique, introduzione di Pierre Féruselle, Minkoff, Ginevra, 1980 (spartito musicale)